# Тучковка
Тучко́вка (каз. Тучков) — село у складі Карасуського району Костанайської області Казахстану. Входить до складу Черняєвського сільського округу.
Населення — 81 особа (2021; 121 у 2009, 183 у 1999, 256 у 1989).